# Волошанська дача
Волоша́нська Да́ча — орнітологічний заказник загальнодержавного значення. Розташований у межах Юр'ївського району Дніпропетровської області, на південний схід від села Преображенка.
Площа 643 га. Створений у 1974 році. Керівна організація: Павлоградський держлісгосп.
Являє собою лісовий масив байрачного типу в межах яружно-балкової системи з поодинокими 100-річними дубами та невеликими ділянками степової рослинності. Охороняється як унікальне місце гніздування рідкісних видів птахів, серед яких: шуліка чорний, сова сіра, сова вухата, сич хатній.